# Pflaumfeld

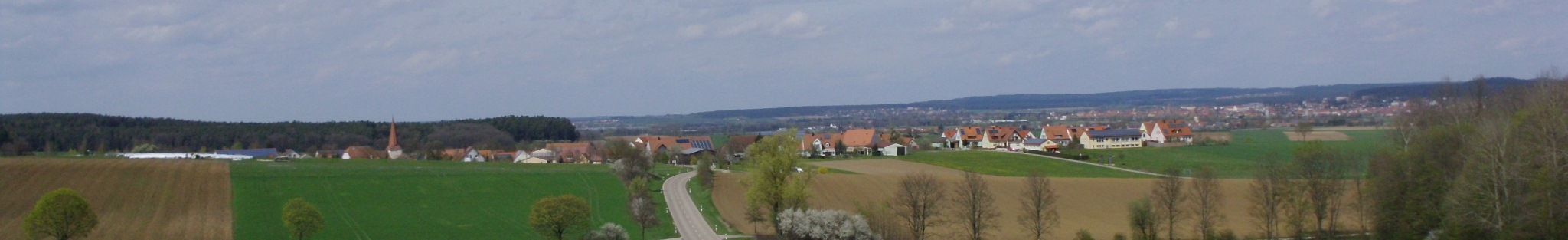
Pflaumfeld

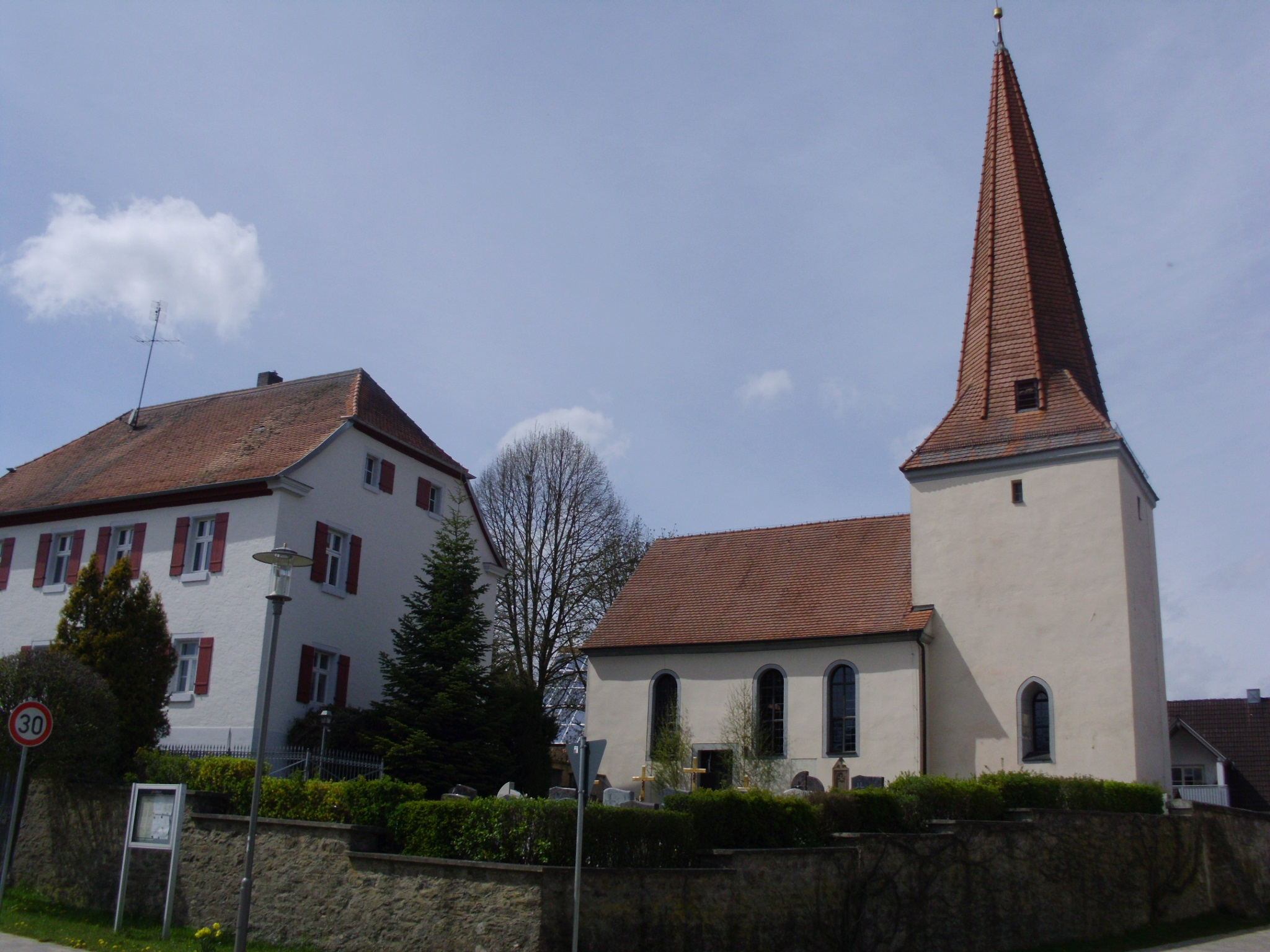
An der Kirche

Pflaumfeld ist ein Gemeindeteil der Stadt Gunzenhausen im Landkreis Weißenburg-Gunzenhausen (Mittelfranken, Bayern). Die Gemarkung Pflaumfeld hat eine Fläche von 4,432 km². Sie ist in 498 Flurstücke aufgeteilt, die eine durchschnittliche Flurstücksfläche von 8900,44 m² haben. In ihr liegt neben dem namensgebenden Ort der Gemeindeteil Steinacker.

## Lage
Das Pfarrdorf liegt zwischen der Altmühl und dem Hahnenkamm, fünfeinhalb Kilometer südlich von Gunzenhausen. Der Pflaumfelder Graben, ein Nebenfluss der Altmühl, ist nach dem Ort benannt. Etwa einen Kilometer entfernt befindet sich der sogenannte Gänsweiher. Durch die Ortschaft führt die Kreisstraße WUG 28.

## Ortsnamendeutung
Der Ortsname wird gedeutet als „Siedlung zu dem Feld, wo Pflaumenbäume wachsen.“

## Geschichte
Südlich von Pflaumfeld befand sich vermutlich eine Villa Rustica aus römischer Zeit.
Um 1154/55 wurde der Ort erstmals erwähnt, als Bischof Konrad von Eichstätt zwischen den Kanonikern und Mönchen des Klosters Heidenheim Frieden stiften musste und in diesem Zusammenhang der Zehnt zum „Pflaunfelt“ aus Klosterbesitz an einen gewissen Eberhard überging. 1222 fand der Ort bei einem Rechtsstreit Erwähnung, der zum Ergebnis hatte, dass die Kapelle zu „Phlunvelt“ der Kirche in Aha „für ewige Zeiten“ als Filiale zugesprochen wurde. 1267 wurde mit Heinrich von „Phalumenuelt“ ein Ortsadeliger genannt.
Im weiteren Verlauf des Mittelalters erschienen mehrere Grundherren im Dorf. 1273 verkaufte Friedrich von Geilsheim seine Güter zu „Phlunuelt“ der Deutschordenskommende Eschenbach. 1282 hatte Friedrich von Lentersheim in „Pflovmelt“ Besitz im Dorf; eine gewisse Summe der Einkünfte von seinem Hof vermachte er dem Eichstätter Bischof Reinboto, der diese als Lehen an die Herren von Hürnheim gab; sie gingen als Afterlehen an Rudolf von Gundelsheim über. Um 1300/1364 hatte der Truhendinger Gefolgsmann Sigbert Truchseß von Spielberg den Zehent in „Phlunuelt“ inne, den er vom Bischof von Eichstätt als Lehen erhalten hatte. 1352 verkauften Konrad, Siegfried und Ulrich die Winberger ein Gut im Dorf an Heinrich und Fritz Aychhorn. 1387 gab Konrad von Lentersheim der Ältere seine Güter und Rechte zu „Pflavnfelt“ dem Seitz von Pfahlheim. In einem Beleg von 1458 wird erwähnt, dass das Präsentationsrecht des Pfarrers der Pfarrkirche St. Laurentius beim Prior des Klosters Rebdorf lag. 1480 wurde mit „St. Laurentius und Dorothea“ ein Doppelpatrozinium der Pfarrkirche genannt. 1491 hatte auch das Kloster Auhausen mit einer Hofstelle Besitz im Dorf, und 1502 hatte ein Zinser zu „Pflawnfelt“ den Zins an das Reichalmosen Weißenburg zu geben. 1510 erhielt die Karmelitenklosterpflege zu Weißenburg „Reichnisse“ aus etlichen Äckern. 1532 gingen Abgaben von einem Haus im Dorf an das ansbachisch-markgräfliche Kastenamt Gunzenhausen; die hohe Gerichtsbarkeit lag beim markgräflichen Oberamt Gunzenhausen. 1535 waren von einem Seldengut Abgaben an das markgräfliche Amt Hohentrüdingen zu leisten. Für 1549 ist nachweisbar, dass die Herren von Lentersheim zu Neuenmuhr das Patronatsrecht und die Dorfherrschaft besaßen.
1608 wurden folgende Besitzungen aufgeführt: Acht Untertanen waren markgräflich, von denen je einer an das Kastenamt Gunzenhausen, an das Kastenamt Hohentrüdingen, an das Klosteramt Auhausen, an das Gunzenhauser Spital, an die Obere Kaplanei Gunzenhausen und drei an das Klosteramt Heidenheim zu zinsen hatten; 12 Untertanen gehörten der Herrschaft Lentersheim, ein Untertan zinste nach dem oettingschen Spielberg und zwei waren absbergische Untertanen. Drei lentersheimerische Untertanen wurden 1625 an Wilhelm von Goldstein verkauft; dieser erwarb im Jahr darauf drei absbergische Untertanen im Dorf. Seine bald darauf insgesamt zwölf Untertanen veräußerte Konrad Wilhelm von Goldstein an den österreichischen Glaubensflüchtling Baron Johann Matthias Händel von Gobelsburg zu Steinhart; die händelschen Erbinnen verkauften 1679 unter anderem das „Ritterguth Pflaumfelden bestehend in Eylff Unterthanen“ an Anna Justina Rauber aus Krain.
1716 wurde das Schloss der Freiherren von Rauber abgerissen.
Für 1732 gibt es wieder eine Übersicht über die Grundbesitzer von Pflaumfeld: Je ein Untertan gehörte dem Kastenamt Gunzenhausen, dem Vogtamt Gunzenhausen, dem Kastenamt Hohentrüdingen, dem Klosteramt Auhausen, der Herrschaft Oettingen-Spielberg und der Herrschaft Lentersheim; mit zwölf Untertanen war das Rittergut Steinhart der größte Grundbesitzer, gefolgt vom Klosteramt Heidenheim mit drei und vom Spital Gunzenhausen mit zwei Untertanen. Zu dieser Zeit unterstanden dem Baron von Rauber vom Rittergut Steinhart auch die Kirche, der Pfarrer und der Schulmeister. An weiteren Rechten besaß er die Gemeindeherrschaft und den Kirchweihschutz, während die Vogt und die hohe Fraisch beim markgräflichen Oberamt Gunzenhausen lagen. Der große Zehent ging je zur Hälfte an das Klosteramt Heidenheim und an die Pfarrei Pflaumfeld, während vom kleinen Zehent ein Drittel dem Klosteramt und zwei Drittel dem Pfarrer zustanden. 1741 ging der gesamte Steinhartsche Besitz an den Markgrafen von Ansbach über, wurde zunächst der Verwaltung Ostheim unterstellt und 1768 an die Freiherrlich von Crailsheimische Familienstiftung verkauft. Gegen Ende des Heiligen Römischen Reichs, 1801, bestand das Dorf aus 22 ansbachischen (seit 1792 preußischen) und 3 „fremdherrischen“ Untertanen.
1806 kam Pflaumfeld zum Königreich Bayern und wurde 1808 dem Steuerdistrikt Aha im Landgericht/Rentamt Gunzenhausen zugeteilt; eine Familie unterstand allerdings bis 1822 dem Patrimonialgericht Neuenmuhr. 1811 erfolgte die kurzfristige Vereinigung mit Sausenhofen zu einer Ruralgemeinde (Landgemeinde). Mit dem Gemeindeedikt von 1818 wurde Pflaumfeld eine Ruralgemeinde. Die Selbständigkeit blieb bis zur Eingemeindung nach Gunzenhausen, die im Zuge der Gebietsreform in Bayern am 1. April 1971 in Kraft trat, erhalten.

### Wappen
| Gemeindewappen von Pflaumfeld | Blasonierung: „Gespalten von Rot und Silber; vorn ein in zwei Reihen von Schwarz und Silber geschachter Schräglinksbalken, hinten halbleibs ein schwarzer, aus Ohren und Rachen feuersprühender Stier mit goldenem Nasenring.“ |
| Gemeindewappen von Pflaumfeld | Wappenbegründung: Pflaumfeld war für Jahrhunderte der Sitz der Freiherren von Rauber bzw. Rauber von Plankenstein. Die beiden Wappenfiguren, der Schachbrettbalken und der Stier, stehen im gevierten Schild der Familie. Eine in Stein gehauene Inschrift trägt die Jahreszahl 1617 und verkündet der Nachwelt, dass hier das zur freien Reichsritterschaft Kanton Altmühl gehörige Gut der Freiherren von Rauber stand. Heute befindet sich an dieser Stelle ein Gasthaus. Der Stier und der Schachbrettbalken standen Pate für das neue Gemeindewappen. |

### Einwohnerzahlen
Pflaumfeld ohne Steinacker
- 1818: 150 Einwohner[10]
- 1824: 168 Einwohner in 30 Anwesen[10]
- 1861: 151 Einwohner, 48 Gebäude, 1 Kirche, 1 Schule[13]
- 1950: 224 Einwohner in 31 Anwesen[10]
- 1961: 170 Einwohner in 32 Wohngebäuden[14]

Gemeinde Pflaumfeld
- 1961: 199 Einwohner[15]
- 1970: 194 Einwohner[15]

## Baudenkmäler
- Die ortsbildprägende Pfarrkirche entstand im frühen 15. Jahrhundert und wurde auf den Namen St. Laurentius und St. Dorothea geweiht. Das spätmittelalterliche Langhaus der Chorturmkirche wurde 1853/1854 sowie 1936 erneuert. Der Chorturm ist mit einem Spitzhelm abgeschlossen. Im Chor steht seit den 1980er Jahren ein aus Wald stammender Barockaltar von 1725, jedoch mit neuerem Altarbild, einer Kreuzigungsgruppe. Die dekorierten Emporenbrüstungen, die Kanzel mit markantem Schalldeckel und die Orgel auf der Westemporen „bilden ein stimmiges Ambiente.“[16] Die Reformation wurde 1525 eingeführt.[17]
- Das ehemalige Pfarrhaus ist zweigeschossig, hat ein Halbwalmdach und wurde 1823 erbaut.
- Im südlichen Teil des Dorfes befindet sich eine Erinnerungstafel an das 1716 abgebrochene Schloss.
- Die ehemalige Dorfschule ist ein zweigeschossiger Walmdachbau mit Putzgliederung aus dem Jahre 1836.